# Alyson Books
Alyson Books, früher unter dem Namen Alyson Publications bekannt, ist ein US-amerikanischer Buchverlag. Der Verlag hat sich auf Bücher spezialisiert, die LGBT-Themen behandeln. Der Verlag wurde 1980 von Sasha Alyson in Boston gegründet. 1995 wurde der Verlag von Liberation Publications übernommen und 2008 an Regent Entertainment Media verkauft. Herausgeber wurde Don Weise.

## Von Alyson Books herausgebrachte Bücher (Auswahl)
- Sasha Alyson, Lynne Yamaguchi Fletcher: Young, Gay and Proud. Alyson Publications, 1991, ISBN 1-55583-001-3.
- Pat Califia, Robin Sweeney: The Second Coming: A Leatherdyke Reader. 1996, ISBN 1-55583-281-4.
- Pat Califia: Melting Point. 1993, ISBN 1-55583-162-1.
- Pat Califia: Doing it for Daddy. 1994, ISBN 1-55583-227-X (Kurzgeschichten).
- Pat Califia: Macho Sluts. 1988, ISBN 1-55583-115-X (Erotikgeschichten).
- Pat Califia: Doc and Fluff. 1990, ISBN 1-55583-176-1 (Roman).
- T. Fabris: Latter Days. 2004, ISBN 1-55583-868-5 (Romanadaption für den 2003 erschienenen Film Latter Days).
- Lynne Yamaguchi Fletcher: The First Gay Pope and Other Records. 1. Auflage. Alyson Publications, Boston 1992.
- Lesléa Newman: The Femme Mystique. 1995, ISBN 1-55583-255-5 (Kurzgeschichten).
- Lesléa Newman: Pillow Talk. 1998, ISBN 1-55583-419-1 (Kurzgeschichten).
- Amy Sonnie: Revolutionary voices : a multicultural queer youth anthology. Alyson Books, Los Angeles 2000, ISBN 1-55583-558-9.
- Stuart Timmons: The Trouble with Harry Hay: Founder of the Modern Gay Movement. Boston 1990, ISBN 1-55583-111-7.
- Aaron Krach: Half-Life. Alyson Books, Los Angeles 2004, ISBN 1-55583-854-5 (Roman).
- Shane Windmeyer, Pamela W Freeman, Lambda 10 Project: Out on Fraternity Row: Personal Accounts of Being Gay in a College Fraternity. 1. Auflage. Alyson Books, Los Angeles 1998, ISBN 1-55583-409-4.
- Shane L. Windmeyer, Pamela W. Freeman: Secret Sisters: Stories of Being Lesbian & Bisexual in a College Sorority. 1. Auflage. Alyson Books, Los Angeles 2001, ISBN 1-55583-588-0.
- Angela Brown: Mentsh: On Being Jewish and Queer. Alyson Books, 2004, ISBN 1-55583-850-2.
- Greg Herren, Paul J. Willis: Love, Bourbon Street: Reflections of New Orleans. Alyson Books, New York 2006 (Sieger des Lambda Literary Award 2006[3]).
- Loraine Hutchins, Lani Kaahumanu: Bi Any Other Name: Bisexual People Speak Out. 2008, ISBN 978-1-55583-174-5.
- Michael Szymanski, Nicole Kristal: The Bisexual's Guide to the Universe. Los Angeles 2006, ISBN 1-55583-650-X (Sieger des Lambda Literary Award 2006[3]).
- Marilyn Jaye Lewis: Entangled lives : memoirs of 7 top erotica writers. New York 2007, ISBN 978-1-55583-998-7.

- Alison Bechdel: Dykes to Watch Out For (Comicserie)
- Elizabeth Sims: Lillian Byrd (Krimiserie)
- Angela Brown, u. a.: Best Lesbian Love Stories, (Serie von Erotikgeschichten)